# Сомерсет (округ, Мэриленд)
Округ Сомерсет (англ. Somerset County) — округ на восточном побережье Чесапикского залива в штате Мэриленд, самый южный округ штата. Административный центр округа (county seat) — городок Принсесс-Анн. Округ Сомерсет граничит с Виргинией на юге, Чесапикским заливом на западе, округом Уайкомико на севере и округом Вустер на востоке. В 2000 году в округе проживало 24 747 человек. 

## История
Округ назван в честь Мэри, леди Сомерсет, родственницы Сесилиуса Калверта, основателя штата Мэриленд.

## Климат
Климат в этой области характеризуется горячим, влажным летом и, как правило, умеренной прохладной зимой. Согласно системе классификации климата Кёппена, в этом районе влажный субтропический климат, который обозначается на климатических картах буквами «Cfa». 
Местный климат характеризуется горячими и влажными периодами летом, но их часто разбиваются холодными фронтами с севера, предлагая несколько дней легких температур и более низкой влажности. Зимы относительно мягкие по сравнению с районами на севере и северо-западе, но холодные волны нередко приносят минусовые температуры. Из -за воздействия Атлантического океана поблизости среднее количество снега варьируются в среднем диапазоне от 5 до 10 дюймов. Изредка могут происходить и более значительные снегопады, например, в 2018 году в регионе выпало 10-15 дюймов снега. Тропические штормы летом и осенью иногда доходят до этих мест.